# Spider-Man (videojuego de 2000)
Spider-Man es un videojuego de acción y aventuras del año 2000 basado en el personaje homónimo de Marvel Comics. Fue desarrollado por Neversoft y publicado por Activision para PlayStation. Posteriormente, diferentes desarrolladores lo adaptaron a diversas consolas, incluyendo Game Boy Color y Nintendo 64 ese mismo año, Dreamcast y Microsoft Windows en 2001, y Mac OS en 2002.
La historia del juego sigue a Spider-Man en su intento de limpiar su nombre tras ser incriminado por un doble y convertirse en un criminal buscado, a la vez que tiene que frustrar una invasión simbionte orquestada por el Doctor Octopus y Carnage. Numerosos villanos de los cómics aparecen como jefes, incluyendo a Scorpion, Rhino, Venom, Mysterio, Carnage y el Doctor Octopus, así como un Doctor Octopus poseído por el simbionte de Carnage llamado Monster-Ock, creado exclusivamente para el juego. El juego cuenta con la narración del cocreador Stan Lee y es el primer juego de Spider-Man publicado por Activision tras la adquisición de la licencia, que expiraría en 2014.
Spider-Man tuvo una recepción generalmente positiva. Le siguieron tres secuelas en 2001: Spider-Man 2: The Sinister Six, exclusivo para Game Boy Color, desarrollado por Torus Games; Spider-Man 2: Enter Electro, exclusivo para PlayStation, desarrollado por Vicarious Visions; y Spider-Man: Mysterio's Menace, exclusivo para Game Boy Advance, también desarrollado por Vicarious Visions.

## Historia

### Introducción
Mientras asistía a una demostración científica organizada por el supuestamente reformado Doctor Otto Octavius, Peter Parker (Spider-Man) presencia la aparición de un impostor, Spider-Man, que roba el experimento del Doctor Octavius. Eddie Brock lo confunde con el verdadero Spider-Man y trata de tomar fotos, pero la cámara es destruida por el impostor de Spider-Man. Debido a su fracaso, Brock se enfada y le preocupa que J. Jonah Jameson lo despida de su nuevo trabajo en el Daily Bugle; todo su enojo hace que el simbionte de Venom llegue a la superficie, y luego jura venganza. Todos los presentes en la manifestación creen que Spider-Man tomó el experimento, lo que hace que la policía inicie una cacería contra Spider-Man. Mientras tanto, dos personas desatan una misteriosa niebla en las calles de Nueva York.

### Escenarios 1: Robo al Banco, 2: Picadura de Escorpión y 3: El alboroto de Rhino
Spider-Man es dicho por la Gata Negra que el Sindicato de Jade está robando un banco y han tomado rehenes. Después de frustrar el robo al banco, Spider-Man pelea contra Escorpión con el fin de evitar que mate a J. Jonah Jameson. Después de derrotar a Escorpión, Spider-Man se ve obligado a huir de la policía. Spider-Man se encuentra con Daredevil que cuestiona a Spider-Man, pero finalmente es convencido de su inocencia, a continuación, afirma que extenderá la palabra sobre la inocencia de Spider-Man. Inmediatamente después de que Daredevil se va, Spider-Man es emboscado por un helicóptero de la policía y es perseguido por toda la ciudad. Luego de deshacerse del helicóptero, Spider-Man se reúne con la Gata Negra, que le advierte de dos nuevos problemas: Rhino está atacando una planta de energía y Venom ha secuestrado a Mary Jane Watson con el fin de atraer a Spider-Man. Spider-Man derrota a Rhino en la planta de energía, pero la Gata Negra es herida y secuestrada por personas desconocidas que se hacen pasar por los paramédicos.

### Escenarios 4: Hemos Regresado
Spider-Man habla de su situación reciente con la Antorcha Humana, que le asegura que las cosas van a mejorar y que finalmente tendrá éxito en conseguir todo bien. Spider-Man no es capaz de localizar a Venom hasta que el villano, recién obsesionado con Spider-Man después de la aparición del impostor, aparece y se lleva a Spider-Man en una persecución elaborada a través de las alcantarillas y en una parte, por el metro, que está lleno de trampas mortales. El jugador termina encontrando al Lagarto quien explica que Venom lo encerró allí y tomó el control de los otros hombres lagarto. Lagarto finalmente da instrucciones a la guarida de Venom.
Después de luchar contra Venom y rescatar a Mary Jane, Spider-Man convence a Brock de que alguien lo ha incriminado. Ellos, de mala gana, acuerdan en trabajar juntos para encontrar la parte responsable, comenzando con una visita al Daily Bugle para buscar información.

### Escenario 5: La ciudad en peligro de invasión
En el Bugle, Venom siente la presencia de Carnage, su simbionte descendiente, causando que abandonase a Spider-Man, que se ocupa de una plaga de simbiontes en todo el edificio. Por último, descubre la identidad del impostor de Spider-Man: Mysterio. Después de ser derrotado por Spider-Man, Mysterio revela que sus jefes planean infestar Nueva York con simbiontes, y que la niebla que cubre la ciudad actúa como un faro para los simbiontes que preparará a los ciudadanos para la simbiosis.

### Escenario 6: Atrapar a la Araña
La información de Mysterio lleva a Spider-Man a un almacén que esconde una enorme base submarina en la que los simbiontes que se clonan del simbionte de Matanza se están fabricando. Spider-Man se entera de que Mysterio tenía razón cuando se encuentra con el Punisher en la Galería 65. Spider-Man encuentra un camino que conduce a una base bajo el mar. Después de rescatar a la Gata Negra, Spider-Man descubre los cerebros detrás del plan: Doctor Octopus / Doc Ock (Otto Octavius) y Carnage. Spider-Man entonces pelea contra Doc Ock, que está protegido por un campo de fuerza, mientras que Venom aparece y se va a combatir a Carnage. Después de que Spider-Man derrota a Doc Ock, Carnage noquea a Venom, Spider-Man derrota a ambos villanos, pero el simbionte de Carnage se fusiona con el Doctor Octopus produciendo un enorme monstruo fuera de control, llamado "Monstruo Ock". Monstruo Ock accidentalmente destruye la base, y Spider-Man apenas escapa a la superficie, donde es rescatado por el Capitán América que fue llamado por la Gata Negra y Venom.

### Final
Spider-Man es mostrado a continuación jugando cartas con el Capitán América, Daredevil y Punisher, mientras que la Gata Negra y la Antorcha Humana están bailando. Mientras tanto, en la cárcel, Mysterio, Rhino, Escorpión, y un ladrón del Sindicato de Jade son mostrados jugando cartas mientras el Doctor Octopus se golpea la cabeza contra los barrotes de la celda. Escorpión abiertamente se burla de ellos por haber "¡Trabajado todos juntos, pero todavía no pudimos vencer a Spider-Man!".

## Desarrollo
Spider-Man usa el motor de Tony Hawk's Pro Skater. Spider-Man también era un personaje oculto en el juego Tony Hawk's Pro Skater 2, y durante el juego se hace referencia a esto. El Lagarto debía aparecer en la escena final, pero no fue incluido en la versión final de la escena del juego. Los actores de voz repiten sus papeles de Spider-Man: La serie animada y Spider-Man Unlimited, por ejemplo Rino Romano retoma su papel de Spider-Man de Spider-Man Unlimited, Efrem Zimbalist, Jr.. repite su papel como el Doctor Octopus de Spider-Man: La serie animada y Jennifer Hale repite su papel como Gata Negra de Spider-Man: La serie animada y Mary Jane Watson, de Spider-Man Unlimited.
Las versiones de PlayStation, Dreamcast y Windows tienen escenas pre-renderizadas, mientras que la versión de Nintendo 64 muestra fotogramas subtitulados congelados hechos al estilo cómic. Algunas publicaciones prefieren el estilo del cómic hecho en la versión de N64 en lugar del valor justo de mercado. Curiosamente, varios jugadores nombran a la versión de Nintendo 64 como Spider-Man 64.

## Jugabilidad
El juego ve a los jugadores controlando a Spider-Man a medida que avanza a través de cada nivel, ya sea tratando de llegar a la salida o completar un objetivo determinado. Los jugadores deben reiniciar el nivel actual en caso de que Spider-Man se queda sin salud, cae en un abismo sin fondo, o fallar los objetivos (por ejemplo, dejar que maten a los rehenes). Spider-Man es capaz de utilizar sus poderes de araña para recorrer los ambientes, siendo capaz de escalar en las paredes y techos, balancearse a distancias cortas y al instante treparse entre los puntos determinados. En combate, Spider-Man puede utilizar una cantidad limitada de los cartuchos de redes para atacar a sus enemigos, ya sea enredarlos hasta atontarlos o derrotarlos, aumentado la fuerza de sus ataques, o formar una barrera explosiva. Spider-Man también puede encontrar las aumentadores de poder como la armadura de araña que aumenta temporalmente su fuerza y defensa, y Redes Disparadoras que son eficaces contra simbiontes.

### Trajes alternativos
Hay gran variedad de trajes diferentes que abarcan todo el curso de la carrera de Spider-Man que aparece en el juego, cada uno obtenido por el cumplimiento de diversos objetivos o por entrar un código de trucos. Si bien algunos son sólo los trajes de personaje alternativos, otros dan a Spider-Man nuevas habilidades. Estos trajes son el simbionte, Spider-Man Unlimited, ropa de calle, de cambio rápido, Bombastic Bagman, Spider-Man 2099, Araña Escarlata, Ben Reilly y Capitán Universo. Cada vez que el juego es completado, se desbloquea otro traje.

### Modo What If?
Al ingresar un código en el juego, un jugador puede activar el modo What If? Ésta fue una serie de cómics que miró a tomas alternativas de los acontecimientos en la historia de Marvel cómic, y en gran parte de la misma manera el juego se convierte en una versión alternativa de sí mismo. Aunque la historia que se juega es la misma, existen diferencias sutiles dispersas por todo el escenario y pista de audio. Cuando un nuevo juego se inicia, Uatu aparece y le explica al jugador que las cosas ya no son como antes.
El modo What If? no está disponible en la versión del juego Nintendo 64.

### Villanos principales en el juego
- Escorpión - Un jefe, Max Gargan, que trata de matar a J. Jonah Jameson, quien lo impulsó a someterse al tratamiento mutagénico que lo convierte en Escorpión, todo para acabar con Spider-Man, pero Gargan cae en la locura producto del tratamiento y busca arreglar cuentas irrumpiendo en la oficina del Daily Bugle.
- Rhino - Un jefe, Aleksei Sytsevich, que trabajando con Carnage y el Doctor Octopus, ayuda a robar un dispositivo tecnológico de Omnitek, necesario para replicar organismos simbiontes.
- Venom - Un jefe, Eddie Brock, quien secuestra a Mary Jane Parker como venganza hacia Spider-Man por destruir su oportunidad de ascender en su carrera periodística. Luego de ser derrotado por el Spider-Man verdadero, se entera del impostor y ayuda al héroe a buscar a los responsables.
- Lagarto - Un personaje secundario, Curt Connors, tomado como prisionero por Venom, quien se apropia de su guarida y lagartos para el secuestro de Mary Jane. Al ser encontrado por Spider-Man en el camino, le informa sobre el posible paradero de la mujer de Parker.
- Mysterio - Un jefe, Quentin Beck, asume el papel del "Impostor Spider-Man". Asociado con Carnage y Octopus también, con su papel acusa al verdadero Spider-Man por el robo de la tecnología en la Feria de Ciencias.
- Doctor Octopus - Un jefe, Otto Octavius, muestra a la sociedad una "imagen reformada" mientras intenta convertir a la población del mundo en simbiontes para que la raza humana pueda "llegar a un nuevo pico en la evolución".
- Carnage - Un jefe, Cletus Kasady, aliado con Octopus, quiere infectar al mundo con el simbionte y poder gobernar a la raza humana.
- Monstruo-Ock - El jefe final, exclusivo para el juego, un resultado monstruoso de la fusión de Octopus con el simbionte que abandona a Kasady. Un ser desquiciado con el único propósito de matar a Spider-Man mientras intenta escapar de las instalaciones científicas.

### Otros superhéroes en el juego
- Gata Negra - Felicia Hardy. Funge como aliada y consejera de Spider-Man en muchas ocasiones. Rompe la cuarta pared de forma indirecta con el jugador para mostrarle los controles e ítems del juego. Es secuestrada por Carnage y Octopus después de ser herida por Rhino.
- Daredevil - Matt Murdock. Se enfrenta a Spider-Man después de derrotar a Scorpion, para ver si realmente fue quien robó la máquina del Dr. Octopus en la Feria de Ciencias.
- Antorcha Humana - Johnny Storm. Aparece aconsejando al héroe sobre el paradero de Venom.
- Punisher - Frank Castle. Al igual que Daredevil, va en caza del arácnido, quien le inutiliza el rifle. Después de aclarar algunos conceptos erróneos sobre el atraco y llevarle al almacén, Castle ofrece asociarse con Spider-Man, pero Spider-Man se niega, ya que pretende acabar con el problema sin bajas vitales.
- Capitán América - Steve Rogers. Aparece en un automóvil volador a las afueras del almacén, rescatando a Spider-Man de la explosión inminente. Finalmente hace una pequeña aparición en las instalaciones de S.H.I.E.L.D celebrando con Spider-Man, Punisher y Daredevil.

## Recepción
Spider-Man recibió críticas positivas. Gruesimpson de IGN lo calificó con un 9.0, y lo llamó "posiblemente, el mejor juego de Spider-Man". Gamespot lo calificó con un 7.7, llamándolo un "excelente sistema en el que basar futuros juegos de Spider-Man - y un juego excepcional para arrancar".